# اتو زور
اتو زور (به آلمانی: Otto Suhr) (زاده ۱۷ اوت ۱۸۹۴ - درگذشته ۳۰ اوت ۱۹۵۷) سیاست‌مداری آلمانی از حزب سوسیال دموکرات آلمان بود.

## زندگینامه
او در ۱۸۹۴ در اولدنبورگ به دنیا آمد و در ۱۹۵۷ در برلین درگذشت.
او از ۱۹۵۵ تا۱۹۵۷ شهردار برلین غربی بود.
به افتخار او خیابانی در شهر تولدش، الندبورگ، و برلین به نام او نام‌گذاری شده است.

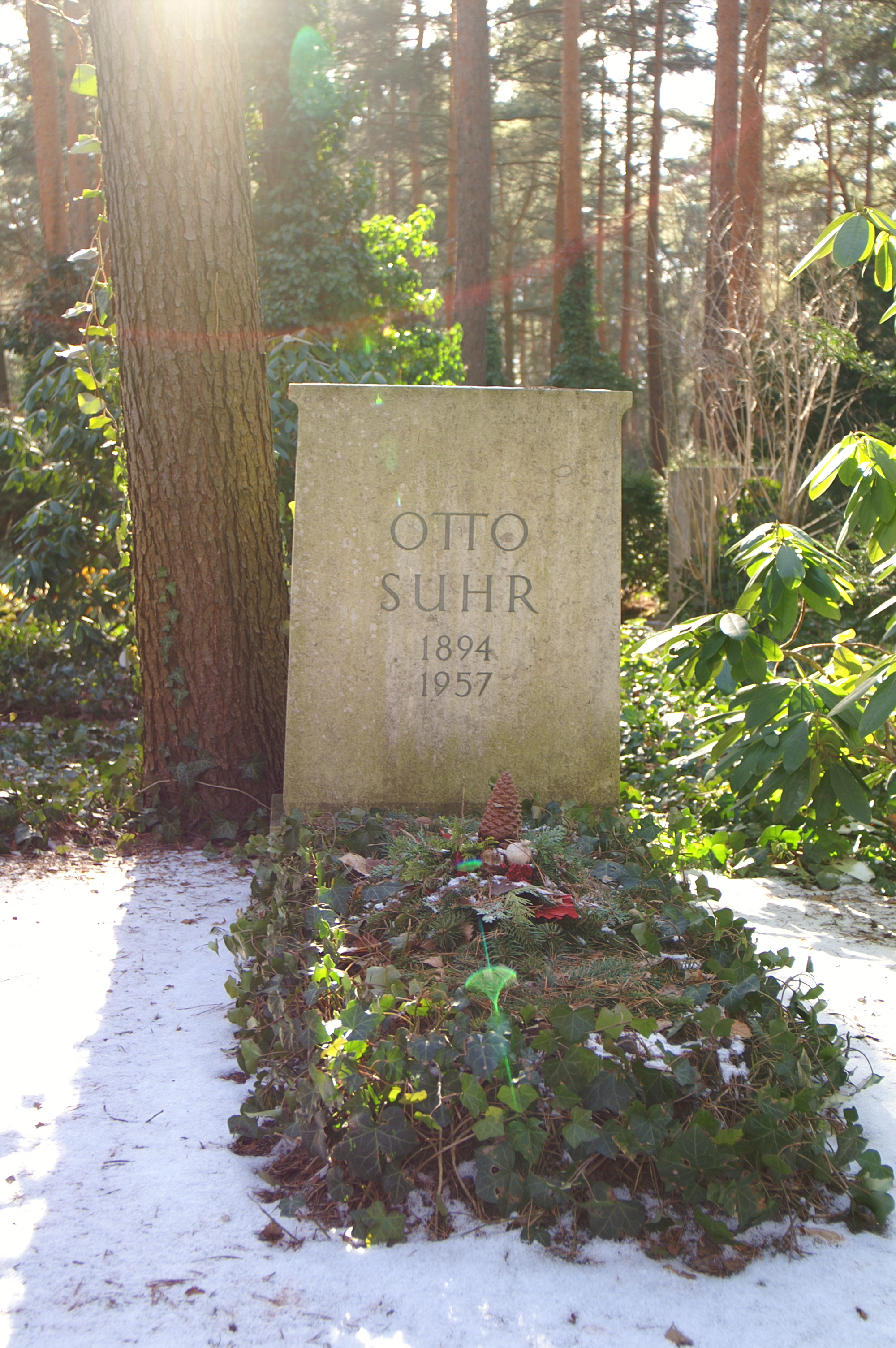
گور اتو سوهر در برلین.